# オリジナル・サウンドトラック 影の軍団
『オリジナル・サウンドトラック「影の軍団」』は、関西テレビ・フジテレビ系時代劇『影の軍団シリーズ』で使用された音源をアルバム化したものである。
1986年にLP（カセットテープ）でのアルバムとして発売され、1998年に大幅に曲数を増やしてCDで2枚組アルバムとして発売されている。

## 1986年版

### 解説
キングレコードより、規格品番K23G-7296（LP）、K23H-4348（カセットテープ）、「オリジナル・サウンドトラック 影の軍団」のタイトルで発売された。
『光と影のバラード』のみ歌入りのオリジナル音源で、それ以外はすべて『Gの祈り』も『誓い／砂漠の都会に』もインストゥルメンタルである。
表紙は、『影の軍団IV』の千葉真一、真田広之、志穂美悦子、裏表紙は、『影の軍団III』の千葉真一、真田広之、志穂美悦子、誠吾大志が写っている。
初回特典で、『影の軍団II』の千葉真一が忍者装束姿を決めている番宣ポスター（B2サイズ）がついた。

### 収録曲
記載以外はすべて作曲・編曲：渡辺茂樹。

#### SIDE-A
1. 「服部半蔵 影の軍団」オープニング・テーマ
  - Aタイプ  –  (1:46)
  - Bタイプ  –  (1:24)
  - サブタイトル  –  (0:06)
2. 激斗!甲賀忍群  –  (2:14)
3. 紲（きずな）
  - 予告用テーマ  –  (0:28)
  - 別れ  –  (1:41)
4. 半蔵の悲しみ
  - アイ・キャッチ  –  (0:06)
  - 宿命  –  (1:32)
  - 怒り  –  (1:34)
5. Gの祈り (Inst)  –  (4:42)
  - 作曲：岡林信康
6. 「影の軍団II」（未公開）オープニング・テーマ
  - Aタイプ  –  (2:03)
  - Bタイプ  –  (1:53)
7. 光と影のバラード (Inst)  –  (1:28)
  - 作曲：泉洋次
8. 明日を駆ける!!
  - 安らぎ  –  (1:08)
  - 若き獅子たち  –  (0:55)
9. 光と影のバラード  –  (4:05)
  - 作詞：門谷憲二、作曲：泉洋次

#### SIDE-B
1. 「服部半蔵 影の軍団III」オープニング・テーマ・誓い (Inst)  –  (4:30
  - 作曲：古本鉄也、編曲：槌田靖識
2. 千愁尼のテーマ  –  (1:43)
3. 砂漠の都会に (Inst)  –  (3:50)
  - 作曲：吉田拓郎、編曲：大谷和夫
4. 予告用テーマ&ブリッジコレクション  –  (1:18)
  - 「影の軍団II」予告用テーマ
  - 「影の軍団IV」予告用テーマ
  - 「影の軍団II」サブタイトル／アイキャッチ、「影の軍団III」アイキャッチ
  - 「影の軍団III」予告用テーマ
5. 風の戦士
  - 夜明けを目指して  –  (1:54)
  - サブタイトル  –  (0:05)
6. 影
  - 斬り抜ける  –  (2:00)
  - 影 (Inst)  –  (3:00)
  - 作曲・編曲：青木望
7. 疾走!!
  - アイキャッチ  –  (0:05)
  - 行動開始  –  (0:56)
  - 「影」の暗躍  –  (1:18)
8. 流れの中で  –  (2:53)
9. 時代を越えて
  - 挽歌  –  (0:44)
  - 「影の軍団IV」オープニング・テーマ  –  (2:16)

## 1998年版

### 解説
キングレコードより、規格品番KICA-3017/8（2枚組CD）、『影の軍団 音楽編』のタイトルで発売された。
1986年版で主題歌として採用されたものは、『光と影のバラード』（オリジナル音源）のみだったが、今作では『Gの祈り』『誓い／砂漠の都会に』『曠野／影』も全てオリジナル音源で収録。
千葉真一の特別インタビュー（1997年11月25日、レストラン「Marilyn」にて、本CDに合わせてのインタビューだが、音楽の内容ではなく本編についての話がメインになっている）、シリーズ毎の解説、メインスタッフ＆キャストリスト、放映リストに、それぞれのオリジナル音源分の歌詞が掲載されたライナーノーツがついている。
表紙は、前作と同じ『影の軍団IV』の千葉真一。
初回限定で、千葉真一が忍者装束姿を決めているポスター（B2サイズ）がついた。

### 収録曲
記載以外はすべて作曲・編曲：渡辺茂樹。

#### DISC-1
「服部半蔵 影の軍団」
1. オープニングテーマ  – （1:29）
  - オープニングM-2 #2
2. 江戸城の暗雲〜サブタイトル  – （2:37）
  - 不気味のろいM-2 #2、忍者 #2、アイキャッチ5秒 #3
3. 世は泰平  – （1:19）
  - ホーム的
4. 市井にまぎれて  – （3:45）
  - エクストラ
5. 一触即発!  – （2:11）
  - 危機感
6. 襲撃  – （1:54）
  - アタック･悪の顔、ブリッジ アクセント、たちまわり M-3
7. 紲（きずな）  – （2:19）
  - 予告編、ゲスト用愛 #2
8. 密談  – （2:02）
  - 重苦しく運命的
9. 激斗!甲賀忍群  – （2:16）
  - たちまわり･その-2
10. 影、行動開始  – （3:42）
  - アイキャッチ、行動･尾行1、忍者登場、不気味より強く
11. 軍団集結す  – （1:56）
  - たちまわり（リテイク分）#4
12. 非情なるさだめ  – （2:51）
  - 重苦しく運命的その-2
13. 叶わぬ願いを…  – （2:06）
  - 哀愁その-1
14. 黒幕登場  – （1:25）
  - 悪だくみ
15. 影が行く  – （3:08）
  - 忍び･何かが起こりそう、アタック･事件発生、たちまわり その-3
16. Gの祈り (Inst)  – （4:43）
  - Gの祈り Pf入り
17. 忍軍激突  – （2:01）
  - 半蔵登場その-2、オープニング1'44" #2
18. 鎮魂の花火  – （2:30）
  - 哀愁その-2、エンディング･オーソドックス
19. Gの祈り <歌：岡林信康>  – （4:47）
  - 作詞・作曲：岡林信康

「影の軍団II」
1. オープニング・テーマ〜サブタイトル  – （1:57）
  - (Ⅰ)オープニング'144" #1、（Ⅰ）アイキャッチ4秒 #3
2. 凶刃の罠  – （1:36）
  - ミステリーのろい 早いテンポ
3. 悪の根は絶えず  – （1:34）
  - サスペンス事件、サスペンス殺意
4. 眼には眼を  – （1:39）
  - （Ⅰ）哀愁その-5 #2
5. 小料理屋「やまびこ」  – （3:17）
  - ホーム的A型一件落着、主題歌
6. 明日を駆ける!!  – （2:46）
  - 影の軍団テーマ生ピアノソロ#2#2、哀愁ラテン調、予告編、アイキャッチA型
7. 危機切迫  – （1:47）
  - 行動尾行
8. 鎮魂歌  – （3:15）
  - 哀愁C型、哀愁A型
9. 光と影のバラード (T.V.Size Inst)  – （1:04）
  - 作曲：泉洋次
  - M-5 1分タイプ（メロ入り）
10. 行動の時!  – （0:57）
  - サスペンスたちまわり
11. 大願成就  – （2:05）
  - （Ⅰ）哀愁 その-7
12. 光と影のバラード <歌：泉洋次>  – （4:07）
  - 作詞：門谷憲二、作曲：泉洋次
13. オープニングテーマ (未使用バージョンA型)  – （2:04）
  - オープニングテーマ<2'00"A型>

#### DISC 2
1. オープニング・テーマ (未使用バージョンB型)  – （1:56）
  - オープニングテーマ<1'51"B型>

「影の軍団III」
1. 誓い <歌：真田広之>  – （4:36）
  - 作詞：千葉真一、作曲：古本鉄也、編曲：槌田靖識
2. 明暦三年・振袖火事  – （1:47）
  - M-1 Bタイプ
3. 鶴の湯にて  – （1:45）
  - M-8
4. 千愁尼のテーマ  – （1:47）
  - M-10 "岸田今日子のテーマ"
5. 薄幸の女  – （3:00）
  - M-5ゲスト用哀愁、予告用#2、（Ⅱ）サブタイトルA型
6. 忠・信・義  – （3:02）
  - M-3バリエーション
7. 砂漠の都会に (Inst)  – （3:52）
  - 作曲：吉田拓郎、編曲：大谷和夫
8. いざ、出陣  – （1:55）
  - M-4 #2
9. 刺客の影  – （1:44）
  - M-1ミステリー
10. 誓い (Inst)  – （4:35）
  - 作曲：古本鉄也、編曲：槌田靖識
  - 主題歌B
11. 決然立つ  – （2:54）
  - M-15エキストラ
12. 天魔伏滅  – （1:40）
  - （Ⅰ）哀愁その-3 ＃2
13. そして陽は暮れゆく  – （1:41）
  - M-11 #2
14. 砂漠の都会に <歌：真田広之>  – （3:55）
  - 作詞：喜多条忠、作曲：吉田拓郎、編曲：大谷和夫

「影の軍団IV」
1. オープニング・テーマ〜サブ・タイトル  – （2:29）
  - テーマA Type、M-1
2. 開国前夜  – （2:50）
  - M-12バリエーション 苦悩C
3. “べんり屋”半さん  – （2:55）
  - M-13コミカルC、M-17コミカルA
4. 軍団行動開始  – （2:50）
  - M-11ミステリー
5. あやかしの事件  – （0:38）
  - M-23レザー
6. 半蔵、電光石火!  – （1:56）
  - M-4テーマバリエーション C #1+#2
7. 疾走!!  – （2:26）
  - M-2 #2、M-7主題歌B型、M-21事件
8. 誰がために征く  – （2:44）
  - M-20主題歌バリエーション C
9. 曠野 <歌：千葉真一>  – （4:29）
  - 作詞：亀石征一郎、作曲：千葉真一、編曲：青木望
10. 斬り抜ける  – （2:04）
  - M-6主題歌バリエーション
11. 悲痛なる影  – （2:11）
  - Mナンバー不詳
12. 風の戦士  – （1:57）
  - M-5テーマバリエーション D #2
13. 挽歌  – （0:49）
  - M-25 #5
14. 流れのなかで…  – （2:57）
  - M-10テーマバリエーション H
15. 影 <歌：千葉真一>  – （3:57）
  - 作詞：亀石征一郎、作曲・編曲：青木望

### クレジット
- DISC-1 T.19 Licensed by Victor Entertainment. Inc.
- DISC-1 T.31 Licensed by Watanabe Music Publishing Co.,Ltd.
- DISC-2 T.2, T.19 Licensed by Epic/Sony Records.
- DISC-2 T.24, T.30 Licensed by VAP INC.

### CD制作スタッフ
- 企画・構成：林直宏
- 構成・インタビュー：早川優
- マスタリング・エンジニア：安藤明（キングレコード）
- アートコーディネート：中村栄司（キングレコード）
- デザイン：橘田貴文（キングレコード）
- スチール（ジャケット表、トレイ下）撮影：伊藤敦友
- 協力：斎藤耕路
- 制作協力：東映、関西テレビ放送、ビクターエンタテインメント、渡辺音楽出版、ソニー・ミュージックエンタテインメント、バップ、サウザントリーブスハリウッド